# Guiche (piercing)

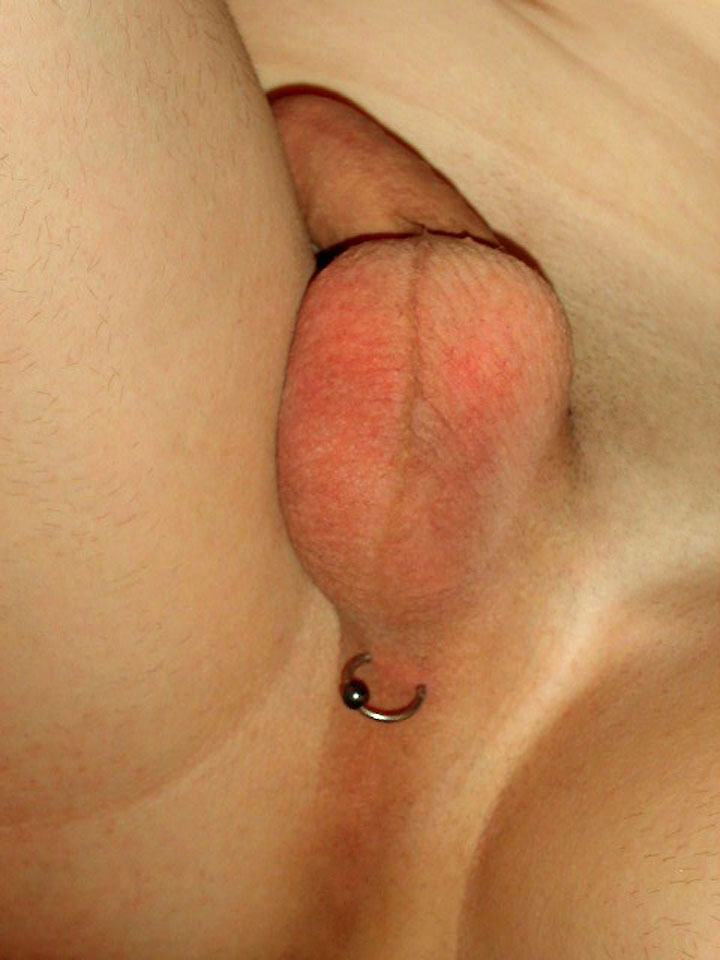
Piercing typu guiche

Piercing guiche to piercing perineum (krocza). Tego typu modyfikacja ciała jest znacznie powszechniejsza u mężczyzn niż u kobiet. Chociaż guiche zazwyczaj biegnie prostopadle do kierunku prącia, możliwe są również umiejscowienia boczne. Dokładne miejsce przekłucia jest zależne od indywidualnej budowy ciała. Seria kolczyków guiche ułożonych równolegle do kierunku prącia nazywana jest guiche ladder i w niektórych przypadkach może być uważana za przedłużenie piercingu typu frenum ladder.

## Problemy zdrowotne
W zależności od anatomii danej osoby, piercing typu guiche może zagoić się szybko i bez komplikacji czy powikłań, jak w przypadku zwykłego przekłucia; może jednak wymagać specjalistycznej biżuterii i pielęgnacji, jak w przypadku przekłuć powierzchniowych. Ze względu na bliskość odbytu i okolic intymnych, ważne jest zachowanie odpowiedniej higieny zarówno w początkowym okresie gojenia, jak i po wygojeniu się przekłucia. Szacunkowy czas wykonania przekłucia to około 15/20 minut, a czas gojenia się przekłucia typu guiche wynosi od 6 do 9 miesięcy. Aktywności związane z siedzeniem, które powodują obciążenie tego obszaru, mogą powodować podrażnienie tego miejsca, co może prowadzić do migracji lub odrzucenia piercingu

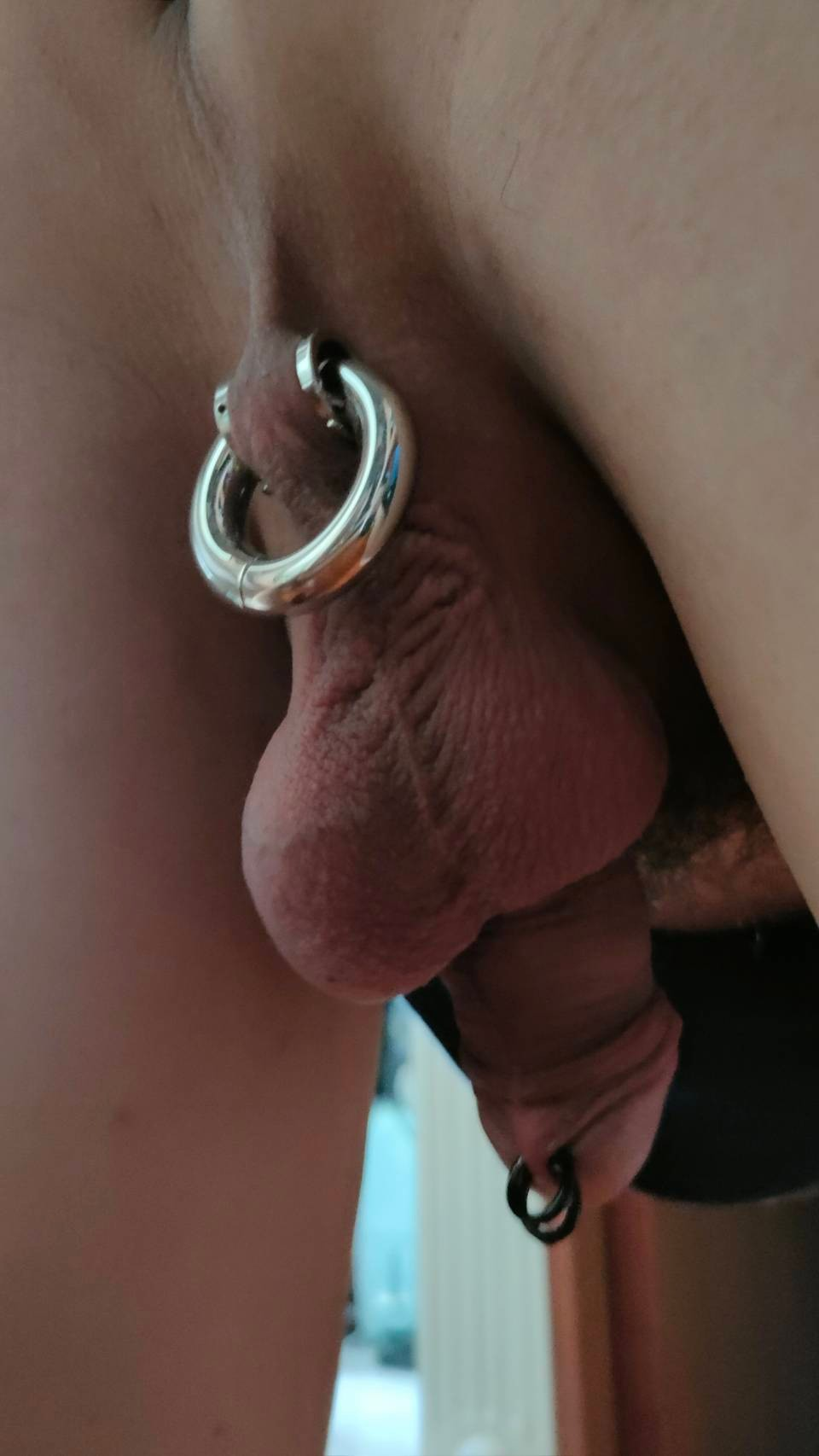
Piercing guiche z tunelem

## Biżuteria
W przekłuciach guiche są noszone zarówno kółeczka z koralikami, jak i sztangi; zarówno jako biżuteria początkowa, jak i po wygojeniu się przekłucia. Piercingi guiche można rozciągnąć do dużych rozmiarów i można w nich nosić tunele, chociaż potencjalny dyskomfort dla osoby noszącej może być znacznie większy. Do piercingu mogą być przymocowane specjalne ciężarki, które stanowią element zwiększający podniecenie seksualne.

## Historia i kultura
Richard Simonton, znany również pod pseudonimem Doug Malloy, jest autorem broszury zatytułowanej Body & Genital Piercing in Brief, w której opisuje potencjalne pochodzenie różnych piercingów i modyfikacji ciała. Opisał w niej, że piercing guiche pochodzi z południowego Pacyfiku, z Tahiti. Poglądy Simontona są jednak zabarwione jego osobistą fascynacją przekłuwaniem narządów płciowych w kontekście praktyki erotycznej, a jego materiały nie są uważane za dokładne.
Podobnie jak wiele innych przekłuć narządów płciowych, piercing guiche był praktykowany przede wszystkim w gejowskiej kulturze BDSM pod koniec lat 80. i na początku lat 90. XX wieku.
Czasami pary stosują ten piercing w celu tzw. gry o władzę (power-play), spinając go łańcuszkiem z piercingiem typu Prince Albert w celu infibulacji męskich narządów płciowych i zapewnienia długotrwałej kontroli fizycznej (oraz odpowiadającej jej kontroli psychologicznej) nad uległym mężczyzną. W najbardziej ekstremalnych przypadkach oba pierścienie są klejone lub nawet lutowane, co stanowi półtrwałą (możliwą do usunięcia jedynie w ramach zabiegu chirurgicznego) alternatywę dla pasa cnoty.